# Litky (Browary)
Litky (ukrainisch Літки; russisch Летки Letki) ist ein Dorf nordöstlich der ukrainischen Hauptstadt Kiew mit etwa 2500 Einwohnern (2001).

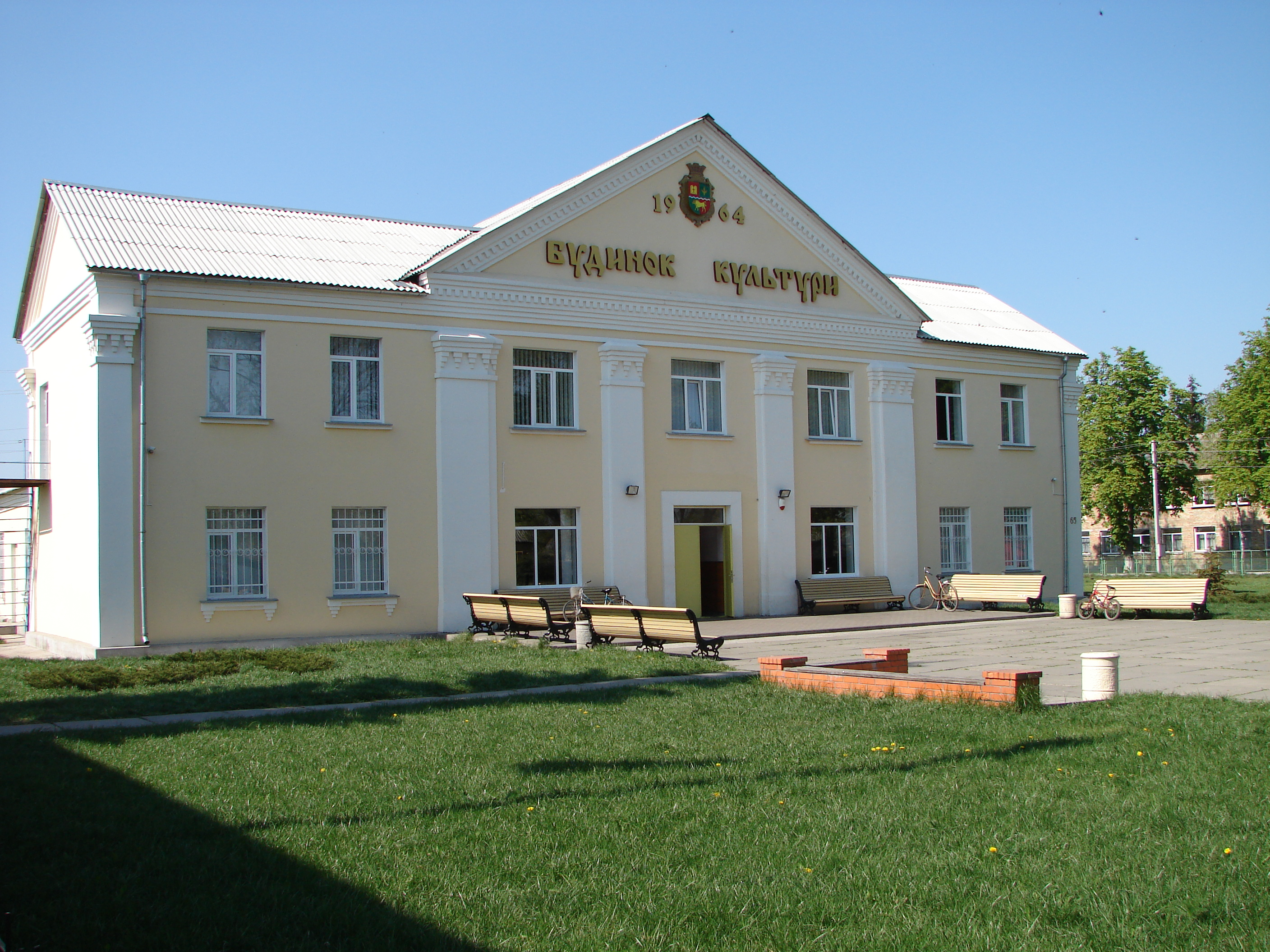
Haus der Kultur in Litky

Das 1426 erstmals erwähnte Dorf hatte vom 17. Jahrhundert bis 1923 des Status einer Stadt und liegt an der Desna 27 km nördlich vom Rajonzentrum Browary.
Am 12. Juni 2020 wurde das Dorf ein Teil der neugegründeten Landgemeinde Sasymja, bis dahin bildete es die gleichnamige Landratsgemeinde Litky (Літківська сільська рада/Litkiwska silska rada) im Nordwesten des Rajons Browary.

## Persönlichkeiten
In Litky kam der Architekt des ukrainischen Barocks Iwan Hryhorowytsch-Barskyj (1713–1791) zur Welt. Die Historikerin und Kartografin Lidija Ponomarenko (1922–2013) ist auf dem Friedhof des Dorfes begraben.